# Garudimimus brevipes
Garudimimus brevipes ("imitador de Garuda") és una espècie de dinosaure ornitomimosaure basal, conegut gràcies a un únic espècimen fòssil descobert als sediments del Cretaci superior de Bayshin Tsav, Mongòlia.

## Descripció
Aquest dinosaure feia uns 4 metres de longitud i podria haver sigut omnívor. Garudimimus brevipes no semblava estar adaptat per a la carrera com la majoria dels ornitomímids derivats. Tenia unes potes relativament curtes, peus pesats i un ílium més curt a la pelvis, indicant que la musculatura de les cames no estava tan ben desenvolupada com la dels ornitomímids derivats. Els peus presentaven quatre dits i un vestigi del primer dit, mentre que tots els altres ornitomímids tenien 3 dits amb el primer i el cinquè perdut. El crani tenia un morro més arrodonit que la resta de gèneres del grup i uns ulls més grans.
Antigament es pensava que aquest membre primitiu dels ornitmimosaures tenia una banya a la part superior del crani. Estudis recents han mostrat que aquesta "banya" era simplement un os del crani mal col·locat.